# Линдхоум, Рики
Э́рика Ли́ндхоум (англ. Erika Lindhome; родилась 5 марта 1979) — американская актриса, комик и музыкант, более известна под именем Ри́ки Ли́ндхоум (англ. Riki Lindhome). Она наиболее знаменита по ролям в телесериалах Девочки Гилмор, Доктор Хаус, Теория Большого взрыва и Такая разная Тара. Она является половиной дуэта Garfunkel and Oates. Также она является ведущей подкаста Making It от Nerdist.

## Биография
Рики Линдхоум родилась в 1979 году в городе Каудерспорт, штат Пенсильвания, но детство провела в городе Портвилль штат Нью-Йорк. Рики имеет шведские корни. Она окончила Сиракузский университет, где была частью скетч группы «Syracuse Live». После выпуска в 2000 году, Линдхоум решила начать актёрскую карьеру и даже не обращаясь к агенту смогла получить небольшие роли в комедии Титус и в телесериале Баффи — истребительница вампиров.

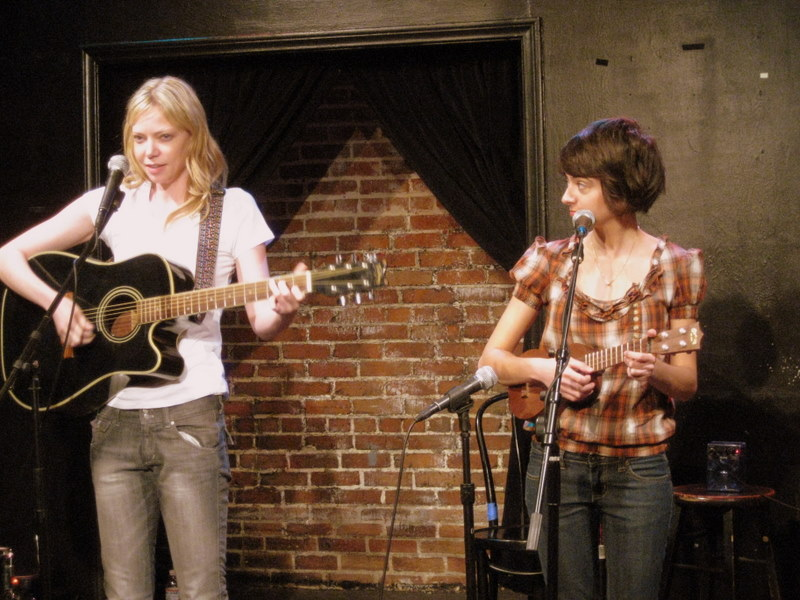
Линдхоум в дуэте Garfunkel and Oates вместе с Кейт Микуччи начиная c 2007 года

В 2003 году Линдхоум совершила первый крупный прорыв, получив роль в постановке Embedded в театре Тима Роббинса. Она была одним из четырёх актёров этой постановки снявшихся в фильме Малышка на миллион, сыграв роль Марделл Фицджеральд, сестру главной героини Мэгги Фицджеральд, которую сыграла Хилари Суонк.
В 2005 году Линдхоум сыграла Джульет в сериале Девочки Гилмор. В 2006 году Рики написала, спродюсировала и срежиссировала короткометражный фильм Life is Short, где она сыграла вместе с Алексис Бледел, Сэммом Ливайном и Сетом Макфарлейном. Линдхоум в том же году снялась в фильме Пульс.
В 2008 году Линдхоум получила роль второго плана в фильме Подмена. В том же году она получила гостевые роли в ряде телесериалов, в их числе Теория Большого взрыва, Мыслить как преступник и Мёртвые до востребования. В 2009 году она снялась в ремейке фильма Уэса Крэйвена Последний дом слева.
На протяжении 2007 года Рики решила уделять больше внимания написаниям сценариев и режиссёрской работе. Линдхоум стала частью комедийного дуэта Garfunkel and Oates с Кейт «Oates» Микуччи, как Рики «Garfunkel» Линдхоум. В 2011 году она в соавторстве с актрисой Хизер Моррис написала сценарий для пародии на песню Nuthin’ But a “G” Thang для Funny or Die. В клипе, получившем название «Nuthin' But A Glee Thang», снялись София Вергара, Мэтью Моррисон, Кори Монтейт, Гарри Шам-младший и Ная Ривера. Позже она стала ведущей подкаста «Making It» Nerdist Industries.
В 2012 году Линдхоум сыграла злодея в новой киноадаптации «Много шума из ничего» Уильяма Шекспира.
В 2017 году в анимационной кинокомедии «Лего Фильм: Бэтмен» Линдхоум озвучила главного врага супергероев под именем Ядовитый Плющ.

## Дискография
- Music Songs EP (как часть Garfunkel and Oates, 2009)
- Mix Tape #1 (как часть Garfunkel and Oates, 2010)
- All Over Your Face (как часть Garfunkel and Oates, 2011)
- Yell At Me From Your Car EP (2011)
- Slippery When Moist (как часть Garfunkel and Oates, 2012)

## Фильмография

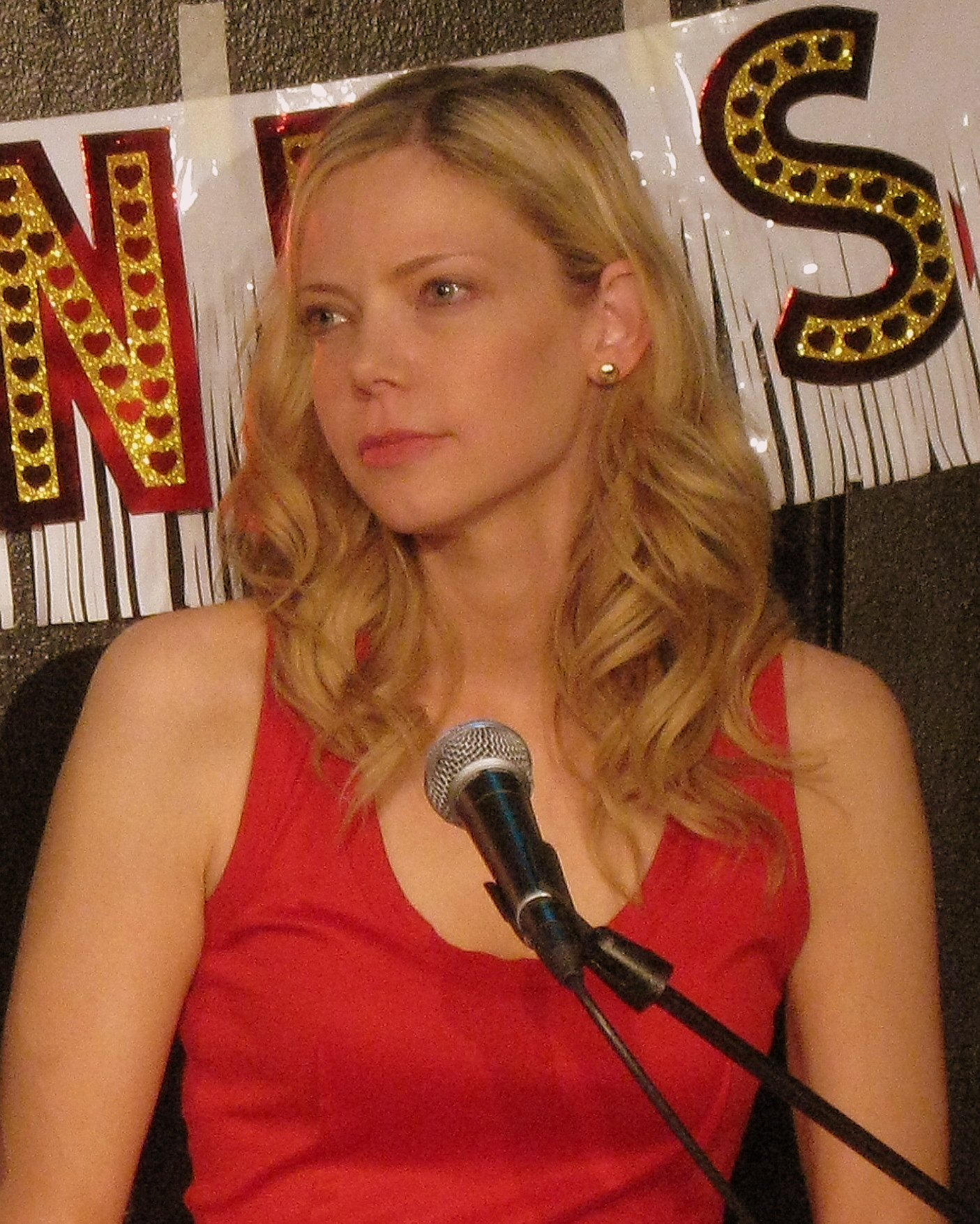
Рики Линдхоум в феврале 2010 года

### Фильмы
| Год  | Название                    | Роль                     | Примечания             |
| ---- | --------------------------- | ------------------------ | ---------------------- |
| 2001 | Backseat Detour             | Кейти                    | Короткометражный фильм |
| 2004 | Seeing Other People         | Девушка поцеловавшая Эда | Нет в титрах           |
| 2004 | Малышка на миллион          | Марделл Фицджеральд      |                        |
| 2005 | All In                      | Марша                    |                        |
| 2005 | Embedded                    | Gondola & Journalist     |                        |
| 2005 | Беркли                      | Дерущаяся девушка        |                        |
| 2006 | Пульс                       | Жанель                   |                        |
| 2006 | Life is Short               | Лилли                    | Короткометражный фильм |
| 2007 | Girltrash!                  | Луанна Дюбуа             | Видео                  |
| 2008 | Wednesday Again             | Карли                    |                        |
| 2008 | Подмена                     | Медсестра                |                        |
| 2008 | Девушка моего лучшего друга | Хилари                   |                        |
| 2009 | Последний дом слева         | Сэйди                    |                        |
| 2009 | Окись                       | Николь                   |                        |
| 2009 | Say Hello to Stan Talmadge  | Полли Талмэдж            |                        |
| 2009 | Imaginary Larry             | Бетси                    | Короткометражный фильм |
| 2011 | A Good Funeral              | Полли                    |                        |
| 2012 | Много шума из ничего        | Конрад                   |                        |
| 2012 | Коротышка                   | Дэнис                    |                        |
| 2013 | Адское дитя                 | Марджори                 |                        |
| 2017 | Under the Silver Lake       |                          |                        |
| 2019 | Достать ножи                | Донна Тромби             |                        |
| 2020 | Оборотень                   | Офицер Джулия Робсон     |                        |

### Телесериалы
| Год              | Название                         | Роль                         | Примечания                                                                |
| ---------------- | -------------------------------- | ---------------------------- | ------------------------------------------------------------------------- |
| 2002             | Титус                            | Чарли                        | 1 эпизод («Errrr»)                                                        |
| 2002             | Баффи — истребительница вампиров | Шерил                        | Эпизод: «Him»                                                             |
| 2002-2006        | Девочки Гилмор                   | Девушка № 2 / Джульет        | 5 эпизодов                                                                |
| 2006             | Герои                            | Девушка в аренде автомобилей | 1 эпизод («Chapter Three 'One Giant Leap'»)                               |
| 2007             | Викарий из Дибли                 | Салли                        | 1 эпизод («Pilot»)                                                        |
| 2007             | Детектив Рейнс                   | Тэмми                        | 1 эпизод («Reconstructing Alice»)                                         |
| 2008             | Мёртвые до востребования         | Жанин                        | 1 эпизод («Dummy»)                                                        |
| 2008, 2017       | Теория Большого взрыва           | Рамона Новицки               | 2 эпизода («The Cooper-Nowitzki Theorem», «The Long Distance Dissonance») |
| 2008             | Мыслить как преступник           | Ванесса Холден               | 1 эпизод («52 Pickup»)                                                    |
| 2009             | Кости                            | Менди Саммерс                | 1 эпизод («The Bond in the Boot»)                                         |
| 2009             | Три реки                         | Бэт                          | 1 эпизод («The Kindness of Strangers»)                                    |
| 2009             | Части тела (телесериал)          | Маккензи                     | 1 эпизод («Willow Banks»)                                                 |
| 2010             | Доктор Хаус                      | Сара                         | Эпизод «Lockdown»                                                         |
| 2010             | До смерти красива                | Марджори Литтл               | 1 эпизод («Begin Again»)                                                  |
| 2011             | Перлы моего отца                 | Лора Гриффин                 | 1 эпизод («Who’s Your Daddy?»)                                            |
| 2011             | Такая разная Тара                | Дейзи                        | 1 эпизод («Dr. Hatteras' Miracle Elixir»)                                 |
| 2011             | Светофор                         | Эми                          | 1 эпизод («Credit Balance»)                                               |
| 2011             | Счастливый конец                 | Энджи                        | 1 эпизод («The Code War»)                                                 |
| 2011             | Просветлённая                    | Харпер                       | 5 эпизодов                                                                |
| 2012             | Garfunkel and Oates              | Рики                         | 1 эпизод («Pilot»)                                                        |
| 2012             | Sketchy                          | Женский диктор               | 1 эпизод («Junk Pump»)                                                    |
| 2012             | Staged                           | Рида                         | 1 эпизод («Flo Rida»)                                                     |
| 2013             | King of the Nerds                | В роли себя                  | 1 эпизод («Nerdy Dancing»)                                                |
| 2013             | House of Lies: Flight Club       | Мелани                       | 1 эпизод («Rom Com»)                                                      |
| 2013-наст. время | Монстры против пришельцев        | Сьюзан Мёрфи                 | Голос                                                                     |
| 2013             | Время приключений                | Островитянка (голос)         | 1 эпизод («Party’s Over, Isla de Señorita»)                               |
| 2013             | Новенькая                        | Кайли                        | 1 эпизод («The Captain»)                                                  |
| 2013             | Супер весёлый вечер              | Хайле                        | Повторяющийся персонаж                                                    |
| 2014             | @midnight                        | В роли себя                  | 1 эпизод (победила)                                                       |
| 2014             | Бруклин 9-9                      | Агнета                       | 1 эпизод («The Swedes»)                                                   |
| 2018             | Шучу                             | Шайна                        | 1 эпизод                                                                  |
| 2022             | Уэнздей                          | Валери Кинботт               |                                                                           |